# Wörth an der Lafnitz
Wörth an der Lafnitz là một đô thị thuộc huyện Hartberg thuộc bang Steiermark, nước Áo. Đô thị Wörth an der Lafnitz có diện tích 10,93 km², dân số thời điểm cuối năm 2005 là 407 người.